# Guye Adola
Guye Adola Idemo (Adola, 20 oktober 1990) is een Ethiopisch atleet, die gespecialiseerd is in de lange afstand. Hij is gespecialiseerd in de halve marathon.

## Loopbaan
Hij is geboren in Adola in de regio Oromia. Adola begon te trainen onder leiding van Gianni Demadonna in 2014. Zijn eerste bekende wedstrijd die hij liep was de halve marathon van Marrakech in januari dat jaar, die hij meteen won in 1:01.26. Bij de Ethiopische kampioenschappen halve marathon dat jaar eindigde hij op een vierde plaats.
Zijn internationale doorbraak beleefde Adola in 2014 bij het WK halve marathon in Kopenhagen. Hier won hij een bronzen medaille. Met een tijd van 59.21 eindigde hij achter de Geoffrey Kipsang Kamworor (goud; 59.08) en de Eritrees Samuel Tsegay (zilver; 59.21). Ook met het Ethiopische team won hij een bronzen medaille. In datzelfde jaar won hij de halve marathon van New Delhi in een persoonlijk record van 59.06.
Adola liep zijn eerste marathon in Berlijn in 2017. Daar werd hij direct tweede in een tijd van 2:03.46. Dit was toen slechts 49 seconden boven het wereldrecord.
In 2021 schreef Adola de marathon van Berlijn wel op zijn naam in een tijd van 2:05.45.
Hij wordt gesponsord door Adidas.

## Persoonlijke records
| Onderdeel      | Prestatie | Datum             | Plaats     |
| -------------- | --------- | ----------------- | ---------- |
| 10.000 m       | 27.09,78  | 27 mei 2016       | Eugene     |
| 10 km          | 28.22     | 21 april 2014     | Dongio     |
| 15 km          | 42.27     | 29 maart 2014     | Kopenhagen |
| 20 km          | 56.20     | 29 maart 2014     | Kopenhagen |
| halve marathon | 59.06     | 23 november 2014  | New Delhi  |
| marathon       | 2:03.46   | 24 september 2017 | Berlijn    |

## Palmares

### 10 km
- 2014:  Giro Media Blenio in Dongio - 28.21,4

### halve marathon
- 2014:  halve marathon van Marrakech - 1:01.26
- 2014: 4e halve marathon van Addis Ababa - 1:01.56
- 2014:  WK in Kopenhagen - 59.21
- 2014:  halve marathon van Luanda - 1:00.39
- 2014:  halve marathon van New Delhi - 59.06
- 2015: 4e halve marathon van Lissabon - 1:00.45
- 2015: 5e halve marathon van Brazzaville - 1:04.22
- 2016:  halve marathon van Las Tunas - 1:03.22
- 2016: 16e WK in Cardiff - 1:03.26
- 2018:  halve marathon van Houston - 1:00.15

### marathon
- 2017:  marathon van Berlijn - 2:03.46
- 2021:  marathon van Berlijn - 2:05.45
- 2023:  marathon van Frankfurt - 2:07.44